# Poste centrale de Saint-Denis
La poste centrale de Saint-Denis est un important bureau de poste de l'île de La Réunion, département et région d'outre-mer français dans le sud-ouest de l'océan Indien. Située à l'angle des rues du Maréchal-Leclerc et Juliette-Dodu dans le centre-ville de Saint-Denis, le chef-lieu, elle a été conçue par l'architecte Jean Bossu. Construite de 1963 à 1965, elle sert depuis de poste centrale à la ville. Elle est inscrite monument historique depuis le 14 mars 2014.

## Annexe